# Guam aux Jeux olympiques d'été de 2000
Guam a participé aux Jeux olympiques de 2000 à Sydney, en Australie, mais n'a remporté aucune médaille.

## Nombre d'athlètes qualifiés par sport
Voici la liste des qualifiés et sélectionnés Chamorrais par sport (remplaçants compris) :
| Sport      | Hommes | Femmes | Total |
| ---------- | ------ | ------ | ----- |
| Athlétisme | 1      | 1      | 2     |
| Cyclisme   | 2      | 0      | 2     |

## Liste des médaillés chamorais
[modifier | modifier le code]
Aucun athlète chamorais ne remporte de médaille durant ces JO.

## Athlétisme

### Hommes
| Athlète       | Épreuve | Séries  | Séries | Quarts de finale | Quarts de finale | Demi-finales | Demi-finales | Finale  | Finale  |
| Athlète       | Épreuve | Temps   | Rang   | Temps            | Rang             | Temps        | Rang         | Temps   | Rang    |
| ------------- | ------- | ------- | ------ | ---------------- | ---------------- | ------------ | ------------ | ------- | ------- |
| PhilAm Garcia | 100 m   | 11 s 21 | 9e     | Eliminé          | Eliminé          | Eliminé      | Eliminé      | Eliminé | Eliminé |

### Femmes
| Athlète               | Épreuve  | Séries      | Séries      | Quarts de finale | Quarts de finale | Demi-finales | Demi-finales | Finale          | Finale |
| Athlète               | Épreuve  | Temps       | Rang        | Temps            | Rang             | Temps        | Rang         | Temps           | Rang   |
| --------------------- | -------- | ----------- | ----------- | ---------------- | ---------------- | ------------ | ------------ | --------------- | ------ |
| Rhonda Davidson-Alley | Marathon | Non disputé | Non disputé | Non disputé      | Non disputé      | Non disputé  | Non disputé  | 3 h 13 min 58 s | 44e    |

## Cyclisme

### Route

#### Hommes
| Athlète     | Compétition     | Temps | Rang |
| ----------- | --------------- | ----- | ---- |
| Jazy Garcia | Course en ligne | DNF   | /    |

### BMX

#### Hommes
| Athlète      | Compétition   | Temps | Rang |
| ------------ | ------------- | ----- | ---- |
| Derek Horton | Cross-country | DNF   | /    |